# Neumühle (Aubstadt)
Neumühle ist ein Gemeindeteil der Gemeinde Aubstadt im unterfränkischen Landkreis Rhön-Grabfeld in Bayern.

## Lage
Die Einöde liegt an einem Mühlbach der vom  Fluss Milz abzweigt.

## Geschichte
Die jüngste der drei Aubstädter Mühlen wurde ab 1586 erbaut. Sie war ursprünglich im Besitz der Familie Stumpf und wurde als Mühle bis 1957 betrieben.